# Тијана Васић
Тијана Васић (Лозница) српска је позоришна редитељка.

## Биографија
Дипломирала је и мастерирала позоришну и радио режију на Факултету драмских уметности у Београду, у класи професора Николе Јефтића и Душана Петровића.
Током студија била је асистент на неколико пројеката, а радила је и у ДАДОВ-у.

## Театрографија
- Крофне, љубав и још по нешто, 2016.
- Паразити, Београдско драмско позориште[1]
- Моћни ренџери не плачу, по тексту Тијане Грумић, Српско народно позориште[1]
- Дечко из последње клупе, Народно позориште „Тоша Јовановић”[1]
- Дневник о Чарнојевићу, 17.12.2014, Београд, Југословенско драмско позориште[2]
- Берлински зид, 09.03.2016, Београд, Београдско драмско позориште[2]
- Моја ти, 03.06.2017, Београд, Атеље 212[2]
- Моћни ренџери не плачу, 24.05.2018, Нови Сад, Српско народно позориште[2]
- Ковачи, 2020, Кикинда, Народно позориште Кикинда[2]